# Trockenhang im Lötal
Trockenhang im Lötal ist ein Naturschutzgebiet auf der Gemarkung des Boxberger Stadtteils Schweigern im Main-Tauber-Kreis in Baden-Württemberg.

## Geschichte
Durch Verordnung des Regierungspräsidiums Stuttgart über das Naturschutzgebiet Trockenhang im Lötal vom 6. November 1979 wurde ein Schutzgebiet mit 3,3 Hektar ausgewiesen.

## Schutzzweck
„Schutzzweck ist die Erhaltung und Pflege eines Trockenhanges an der Ausmündung eines kleinen Trockentales in das Umpfertal als Lebensraum für zahlreiche existenzgefährdete Tier- und Pflanzenarten, die auf Grund der besonderen Standorteigenschaften des Klimas, Bodens und Wasserhaushalts in zahlreicher Form dort auftreten“ (LUBW).